# Julius Axelrod
Julius »Julie« Axelrod, ameriški biokemik in farmakolog, nobelovec, * 30. maj 1912, New York, Združene države Amerike, † 29. december 2004, Rockville, Maryland.
Raziskoval je predvsem presnovo in delovanje kateholaminov v živčevju. Za svoja odkritja na tem področju je leta 1970 skupaj z Bernardom Katzom in Ulfom von Eulerjem prejel Nobelovo nagrado za fiziologijo ali medicino.

## Življenje
Rodil se je na Manhattanu v skromni družini judovskih izseljencev iz Poljske. Kot dijak je razvil zanimanje za znanost in leta 1929 vpisal študij medicine na Univerzi v New Yorku, a se je moral zaradi pomanjkanja denarja prepisati na Mestni kolidž New Yorka, kjer mu ni bilo treba plačati šolnine. Tam je diplomiral iz biologije leta 1933. Študij je poskušal nadaljevati na več medicinskih fakultetah, a zaradi svojega judovskega porekla in povprečnega uspeha pri dodiplomskem študiju ni bil sprejet.
Naposled se je, tudi zaradi finančnih težav med veliko gospodarsko krizo, zaposlil kot biokemik v laboratoriju za preizkušanje vitaminskih dodatkov hrani. Tam je v laboratorijski nesreči izgubil levo oko in od takrat je nosil sprva ščitek za oko, nato pa očala z zatemnjeno levo stranjo, ki so postala njegov zaščitni znak. Leta 1938 se je poročil s Sally Taub, s katero je imel dva otroka.
V začetku 1940. let je, tudi na prigovarjanje sodelavcev, pričel s študijem ob delu in leta 1941 magistriral iz kemije na Univerzi v New Yorku s tezo o kemični razgradnji encimov v rakastem tkivu. Leta 1946 je pričel z raziskavami analgetikov pod vodstvom Bernarda Brodieja v eni od newyorških bolnišnic. Brodie je postal njegov neformalni mentor in ga je usmerjal tudi po tem ko je zapustil bolnišnico. Tri leta kasneje je dobil mesto raziskovalca na Nacionalnem inštitutu za srce, enem od Nacionalnih inštitutov za zdravje v Bethesdi, kjer je vodil različne raziskovalne projekte. Ker je imel le magisterij, so bile njegove možnosti za napredovanje zelo omejene, zato je leta 1954 začasno prekinil z delom in vpisal doktorski študij na Univerzi Georgea Washingtona, kjer je doktoriral leto kasneje.
Svoje glavno delo je opravil kot vodja oddelka za farmakologijo na Nacionalnem inštitutu za mentalno zdravje (NIMH), kamor so ga povabili leta 1954. Na tem oddelku se je posvečal raziskavam živčnih prenašalcev vse do svoje upokojitve leta 1984 in še kasneje kot prostovoljni raziskovalec na NIMH do začetka 1990. let.

## Delo
Axelrodov prvi raziskovalni projekt je bila študija vpliva analgetikov na povečan nivo methemoglobina v krvi. Methemoglobin je oblika hemoglobina, ki ne veže kisika; njegova povečana količina ni smrtna, vendar zmanjša zmožnost krvi za prenašanje kisika. Axelrod in Brodie sta ugotovila, da težave povzroča učinkovina acetanilid in svetovala proizvajalcem zdravil njegovo zamenjavo s paracetamolom. Po zaključku tega projekta je z Brodiejem sodeloval še pri več drugih, v okviru katerih sta preučevala presnovo različnih analgetikov. Z meritvami koncentracije učinkovin pri različnih posameznikih je prišel do ugotovitve, da so med njimi razlike v farmakokinetiki in torej na presnovo vplivajo genetske razlike.
Po selitvi na Nacionalni inštitut za srce je njegovo pozornost pritegnila vrsta sintetičnih aminov, ki posnemajo delovanje hormonov v živčnem sistemu - t. i. »simpatomimetičnih aminov«. Med drugim je raziskoval presnovo in učinek kofeina, amfetamina, meskalina, morfina ter efedrina in bil med prvimi, ki so se znanstveno lotili preučevanja dietilamida lizergične kisline (bolj znanega kot LSD).
Naposled so ga pritegnila nerešena vprašanja v delovanju živčnih prenašalcev samih, posebej v povezavi s psihičnimi motnjami pri ljudeh. V tem času so drugi raziskovalci odkrili več snovi z delovanjem proti psihozam (klorpromazin, Ritalin, niacin), zato je hotel razkriti mehanizme njihovega delovanja. Leta 1957 je tako pričel raziskovati sproščanje norepinefrina in spremljajočih encimov iz živčnih končičev. Eden od teh encimov je monoamin oksidaza (MAO), za katerega je bilo znano, da znižuje aktivnost živčevja in je možno z zdravili, ki razgrajujejo ta encim, lajšati depresivne motnje. Sprva so domnevali, da MAO deluje tako, da razklaplja norepinefrin z receptorjev na postinaptični celici in ga deaktivira. Axelrod pa je z natančnim merjenjem koncentracij ugotovil, da pravzaprav povečuje količino kateholaminov v presinaptičnih živčnih končičih. Odločilna serija poskusov je nato pokazala, da živčni prenašalci ne nehajo delovati po tistem ko dosežejo tarčno celico, temveč jih presinaptični končič ponovno absorbira in jih lahko znova uporabi. Vloga MAO je pretvorba norepinefrina v neaktivno obliko (epinefrin), ki ga lahko matična celica absorbira. Posledično je postalo jasno, da je norepinefrin glavni prenašalec v živčevju, večji del katerega je v danem trenutku shranjenega v neaktivni obliki v živčnih končičih, kot celota pa je v nenehnem kroženju. Na podlagi tega odkritja je Axelrod s svojim tedanjim asistentom Solomonom H. Snyderjem pojasnil mehanizem delovanja mnogih psihoaktivnih substanc, ki vplivajo na različne korake tega cikla.
Konec 1950. let je pričel preučevati pinealno žlezo v možganih vretenčarjev, ki je bila tedaj še popolna neznanka. S serijo poskusov je dokazal, da je njen izloček - melatonin pravzaprav kemično modificiran živčni prenašalec serotonin. Dvanajsturni cikel izločanja serotonina in njegov močan učinek na centralno živčevje je Axelrod povezal in postavil hipotezo, da pinealna žleza deluje kot »biološka ura«, ki regulira dnevno-nočni (»cirkadiani«) ritem aktivnosti organizma tudi ob odsotnosti svetlobe.
Za svoja odkritja na področju presnove živčnih prenašalcev je leta 1970 prejel Nobelovo nagrado za fiziologijo ali medicino. Do konca svoje kariere se je posvečal živčnim prenašalcem in vprašanjem signalne transdukcije v celicah.